# تسويق سلعي

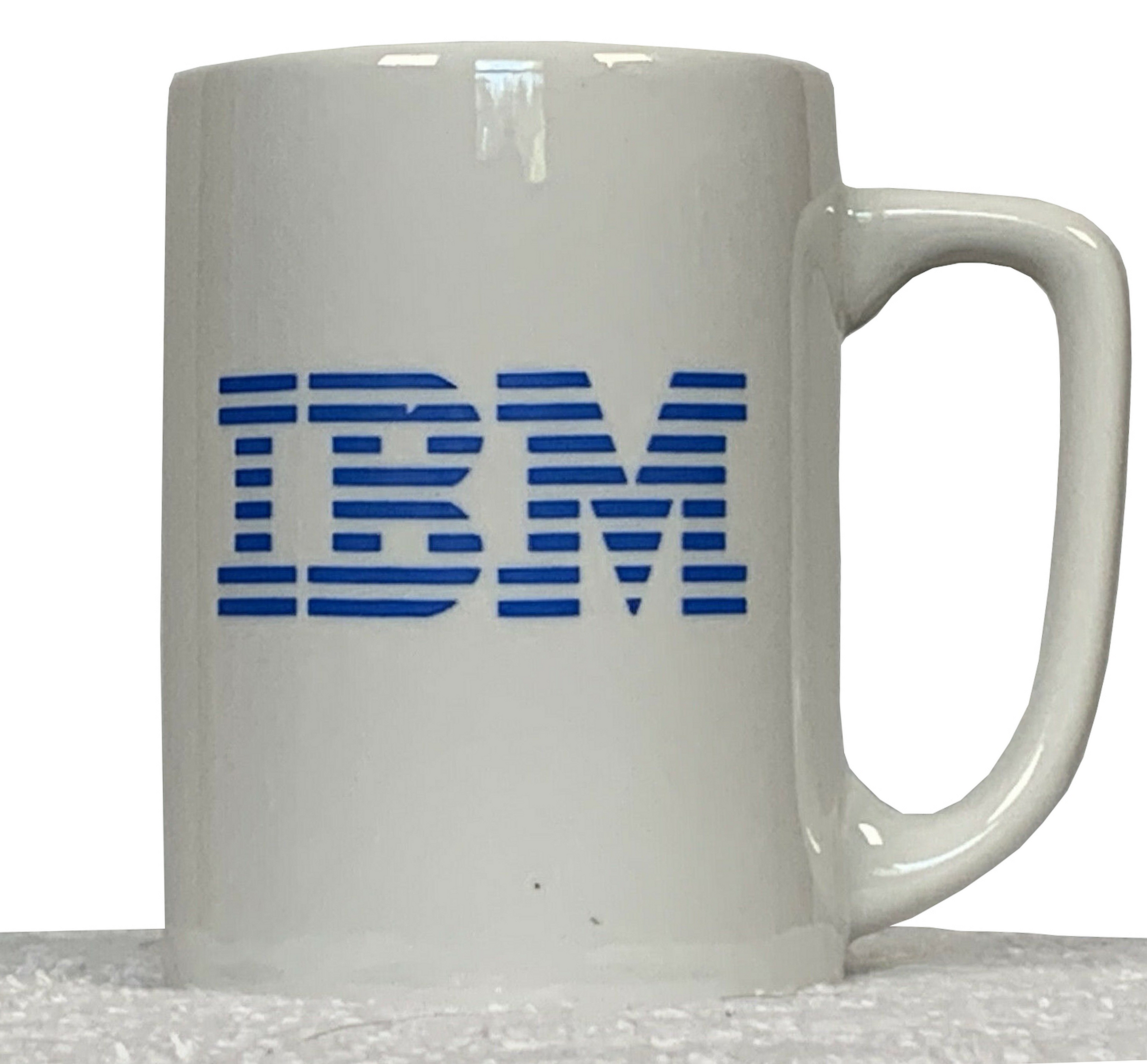
كوب القهوة هو أحد العناصر التجارية الكلاسيكية التي تستخدمها مجموعة واسعة من الكيانات بدءًا من الشركات الصغيرة جدًا وحتى الشركات المتعددة الجنسيات مثل آي بي إم، كما تستخدمه أيضًا الفرق الموسيقية بشكل متكرر.

تسويق سلعي (بالإنجليزية: Merchandising)‏ أي ممارسة تساهم في بيع المنتجات للمستهلكين بالتجزئة. وعلى مستوى البيع بالتجزئة داخل المتجر، يشير الترويج إلى عرض المنتجات المعروضة للبيع بطريقة إبداعية تغري العملاء بشراء المزيد من العناصر أو المنتجات.

## للقراءة الإضافية
- Hiroshi Aoyagi (2005). Islands of eight million smiles: idol performance and symbolic production in contemporary Japan. Harvard University Asia Center. ISBN:9780674017733. مؤرشف من الأصل في 2022-11-01.

## وصلات خارجية
- Procter&Gamble merchandising standards